# Andy Adams
Andy Adams (Condado de Whitley, 3 de maio de 1859 — Colorado Springs, 26 de setembro de 1935) foi um escritor norte-americano, autor de uma série de livros sobre a vida da fronteira: The Log of a Cow-boy (1903), A Texas  Matchmaker (1904), The Outlet (1905), Cattle Brands (1906), Wells Brothers (1911) e The Ranch on the Beaver (1927).

## Publicações
- 1903:  The Log of a Cowboy.
- 1904:  A Texas Matchmaker.
- 1905:  The Outlet.
- 1906:  Cattle Brands: A Collection of Western Camp-fire Stories - contains 14 short stories.
- 1907:  Reed Anthony, Cowman: An Autobiography - Adams dá vida à história de um cowboy do Texas que se torna um rico e influente pecuarista.
- 1911:  The Wells Brothers: The Young Cattle Kings - Conta a história de dois meninos órfãos que, contra todas as probabilidades e diante de inúmeras calamidades, estabelecem sua própria fazenda de gado. Foi seguido por uma sequência, The Ranch on the Beaver (1927).
- 1927:  The Ranch on the Beaver: A Sequel to Wells Brothers.